# Javier Ferman
Javier de Jesús Ferman Reyes (Anamorós, El Salvador, 7 de mayo de 1996), más conocido como Javier Ferman, es un jugador profesional salvadoreño de fútbol que se desempeña en la posición de centro delantero en Club Deportivo Municipal Limeño, equipo perteneciente a la liga Primera División de El Salvador.

## Carrera
En 2022, Ferman empezó a jugar en el equipo Club Deportivo Dragón, al año siguiente pasó a Club Deportivo Municipal Limeño. Tiene en su haber más de ochenta partidos jugados en la Primera División de El Salvador. También es parte de la Selección de fútbol de El Salvador.

## Clubes
Actualizado al último partido jugado el 25 de mayo de 2025.
| Club Deportivo Dragón · El Salvador           | 1.ª                 | 2022-23             | 34  | 8  | - | - | - | - | 34  | 8  |
| Club Deportivo Dragón · El Salvador           | 1.ª                 | 2023                | 24  | 12 | - | - | - | - | 24  | 12 |
| Club Deportivo Dragón · El Salvador           | Total               | Total               | 58  | 20 | 0 | 0 | 0 | 0 | 58  | 20 |
| Club Deportivo Municipal Limeño · El Salvador | 1.ª                 | 2024                | 26  | 5  | - | - | - | - | 26  | 5  |
| Club Deportivo Municipal Limeño · El Salvador | 1.ª                 | 2024-25             | 43  | 11 | - | - | - | - | 43  | 11 |
| Club Deportivo Municipal Limeño · El Salvador | 1.ª                 | 2025-26             |     |    |   |   |   |   |     |    |
| Club Deportivo Municipal Limeño · El Salvador | Total               | Total               | 69  | 16 | 0 | 0 | 0 | 0 | 69  | 16 |
| Total en su carrera                           | Total en su carrera | Total en su carrera | 127 | 36 | 0 | 0 | 0 | 0 | 127 | 36 |
| (2) No incluye goles en partidos amistosos.   |                     |                     |     |    |   |   |   |   |     |    |

### Selección nacional
| Selección                                  | Año                 | Partidos | Goles |
| ------------------------------------------ | ------------------- | -------- | ----- |
| El Salvador                                |                     |          |       |
| 2023                                       | 2                   | 0        |       |
| 2024                                       | 2                   | 0        |       |
| Total en su carrera                        | Total en su carrera | 4        | 0     |
| Estadísticas hasta el 15 de junio de 2024. |                     |          |       |